# 完颜乌带
完颜乌带（？—1152年），漢名言，金朝皇族。金景祖裔孫，父完颜阿魯補、弟完顏方。
金熙宗治下任大理卿。和唐括辩、同族秦王完颜宗翰孫蕭王完颜秉德殺害熙宗共擁立海陵煬王完颜亮。海陵王即位，以他为平章政事，封许国王。因为完颜秉德原来在金熙宗面前斥其妻唐括定哥和完颜亮私通，二人结怨。1150年（天德2年），完颜乌带诬告完颜秉德谋反、完颜亮命完颜秉德逮捕入狱。夏4月完颜秉德在燕京斩首。完颜秉德世袭的猛安谋克给了完颜乌带，完颜乌带任右丞相，後改任司空・左丞相・侍中、数月後，因为早朝未到，惹怒完颜亮，解任左遷崇義軍節度使。1152年，完颜亮密令和他私通的唐括定哥暗殺丈夫完颜乌带。乌带死後，唐括定哥入宮冊立为貴妃，年余也被完颜亮杀死。

## 延伸阅读
[在维基数据编辑]
 《金史·卷132》，出自脱脱《遼史》